# ドレイク・ベル
ジャレッド・ドレイク・ベル（Jared Drake Bell, 1986年6月27日 - ）は、アメリカ合衆国の俳優、声優、ミュージシャン、シンガーソングライターである。ニコロデオンのシットコム『ドレイク&ジョシュ』のドレイク・パーカー役、およびディズニーXDのテレビアニメ『アルティメット・スパイダーマン』の主人公ピーター・パーカー（スパイダーマン）役で知られる。

## 来歴
1986年6月27日、元プロビリヤード選手の母とスイミングプール整備士の父のあいだに、4人兄弟の末っ子として生まれる。カリフォルニア州オレンジ郡で生まれ育ち、5歳の時から演技を始めた。テレビコマーシャルへの出演を経て、1994年にABCのシットコム『Home Improvement』でテレビドラマ初出演を果たす。1998年にはNBCのシットコム『となりのサインフェルド』のエピソードで端役を演じ、1999年には任天堂のゲームボーイ用ロールプレイングゲームソフト『ポケットモンスター 赤・緑』のアメリカ版コマーシャルに出演した。
1999年、ニコロデオンのコメディ番組『アマンダ・ショー』でメインキャストの一人に起用される。2004年からはスピンオフシリーズにあたるシットコム『ドレイク&ジョシュ』でジョシュ・ペックとともに主演を務め、2006年から2008年まで3年連続でキッズ・チョイス・アワードの「お気に入りのテレビ男優賞」を受賞した。同一人物による3年連続の受賞は同賞創設以来初めての快挙だった。
音楽分野にも活動の幅を広げ、自らが主演する『ドレイク&ジョシュ』では主題歌「I Found a Way」の作詞・作曲・歌唱も務める。2006年、ユニバーサル・モータウン・レコードと契約し、全曲で作詞・作曲を務めたアルバム『It's Only Time』を発表した。このアルバムはビルボードトップ200で81位、ビルボードロックチャートで21位を記録し、メキシコ版のビルボードトップ100では4位にランクインした。2008年には映画『スーパーヒーロームービー!! -最'笑'超人列伝-』に主演するとともに、主題歌「Superbounce」の作詞・作曲・歌唱を担当した。
2012年、ディズニーXDのテレビアニメ『アルティメット・スパイダーマン』でピーター・パーカー（スパイダーマン）役の声優に起用される。続く『アベンジャーズ 地球最強のヒーロー』でもジョシュ・キートンの後任としてピーター・パーカー役を演じ、その後も『アベンジャーズ・アッセンブル』やゲームソフト『ディズニー インフィニティ2.0』『ディズニー インフィニティ3.0』などで同じ役を務めている。
2016年2月にはメキシコでコンサートツアーを計画し、チケットはオンラインでの発売開始数分後に完売した。その後はメキシコでも芸能活動を展開するようになり、2018年にはスペイン語の楽曲「Fuego Lento」を発表する。2023年、韓国のバラエティ番組『ミステリー音楽ショー: 覆面歌王』をメキシコ向けに移植したテレビサの音楽リアリティ番組『Quién es la mascara?』第5シーズンに出演し、脱落後に正体を明かして視聴者を驚かせた。2024年3月現在はメキシコシティに居住している。

## 人物
- 2009年以来、安全な飲料水を世界各地に提供する非営利団体「Thirst Project」の活動を支援し、広報活動やコンサートを通じて貢献している[11]。このほか、クリスマスプレゼントを買う余裕のない親を持つ子どもたちにおもちゃを配布するアメリカ海兵隊予備役のプログラム「Toys for Tots」などにも寄付を行っている[12]。
- 2013年から交際していた女性と2018年に結婚し、2021年には息子が生まれたことを公表した[13]。夫婦は2022年9月に別居し、ベルの妻は2023年4月20日に「和解しがたい不一致」を理由に離婚を申請した[14][15]。

### 性被害の告発
2024年3月、インヴェスティゲーション・ディスカヴァリーのドキュメンタリー番組『Quiet on Set: The Dark Side of Kids TV』に出演し、『アマンダ・ショー』末期から『ドレイク&ジョシュ』初期にかけて、番組の台詞コーチだったブライアン・ペックから繰り返し性加害を受けていたことを明らかにした。ペックは2003年8月に未成年者へのわいせつ容疑で逮捕され、のちに有罪判決を受けたが、被害者が未成年だったためベルの身元は裁判記録で公表されていなかった。
ベルの告発を受けて、番組を放送していたニコロデオンは「ドレイク・ベルが経験したトラウマを知り、私たちは落胆するとともに悲しんでいる。前に向かって進もうとする彼の強さを称賛する」との声明を発表した。この声明について、ポッドキャストのトーク番組『The Sarah Fraser Show』に出演したベルは、「彼らの返答は空虚に思える。だって、彼らはまだ僕らの番組を放送（再放送）しているのだから」「僕は自分のセラピー代を払わないといけないし」と語った。

## 主な出演作品

### 映画
| 公開年 | 邦題 原題                                                              | 役名                        | 備考                      |
| ------ | ---------------------------------------------------------------------- | --------------------------- | ------------------------- |
| 1995   | 漂流教室 Drifting School                                               | ケニー・スミス              | 映画デビュー              |
| 1996   | ザ・エージェント Jerry Maguire                                         | ジェシー・レモ              |                           |
| 1999   | ドラゴン・ワールド 伝説続けて Dragonworld: The Legend Continues        | ジョニー・マッゴーワン      | オリジナルビデオ          |
| 1999   | ザ・ジャック・ブル The Jack Bull                                       | ケージ・レディング          |                           |
| 2000   | ハイ・フィデリティ High Fidelity                                       | 若き頃のロブ・ゴードン      |                           |
| 2000   | パーフェクト・ゲーム Perfect Game                                      | 若き頃のボビー              |                           |
| 2005   | ヘレンとフランクと18人の子供たち Yours, Mine and Ours                  | ディラン・ノース            |                           |
| 2006   | Drake & Josh Go Hollywood                                              | ドレイク・パーカー          | テレビ映画                |
| 2007   | Drake & Josh: Really Big Shrimp                                        | ドレイク・パーカー          | テレビ映画                |
| 2008   | スーパーヒーロームービー!! -最'笑'超人列伝- Superhero Movie            | リック・ライカー            |                           |
| 2008   | カレッジ College                                                       | ケビン・ブリューワー        |                           |
| 2008   | 帰ってきたウサギとカメ 新たなる挑戦 Unstable Fables: Tortoise vs. Hare | ブッチ・ハレ                | 声の出演 オリジナルビデオ |
| 2008   | ナッティ・プロフェッサー The Nutty Professor                           | ハロルド・ケルプ / ジャック | 声の出演 オリジナルビデオ |
| 2008   | Merry Christmas, Drake & Josh                                          | ドレイク・パーカー          | テレビ映画                |
| 2011   | A Fairly Odd Movie: Grow Up, Timmy Turner!                             | ティミー・ターナー          | テレビ映画                |
| 2012   | ラグズ Rags                                                            | ショーン                    | テレビ映画                |
| 2012   | フィッシュ・レース2 The Reef 2: High Tide                              | パイ                        | 声の出演                  |
| 2012   | A Fairly Odd Christmas                                                 | ティミー・ターナー          | テレビ映画                |
| 2013   | サンタのリストで大さわぎ! The Naughty List                             | スノーフレーク              | 声の出演                  |
| 2014   | A Fairly Odd Summer                                                    | ティミー・ターナー          | テレビ映画                |
| 2014   | ジャングル・シャッフル Jungle Shuffle                                  | マヌー                      | 声の出演                  |
| 2017   | バッドガール 最狂の女子高生 Bad Kids of Crestview Academy              | ベン                        |                           |
| 2018   | カヴァー･バージョン Cover Versions                                     | バイロン                    |                           |

### テレビ
| 放送年    | 邦題 原題                                                                | 役名                                | 備考                              |
| --------- | ------------------------------------------------------------------------ | ----------------------------------- | --------------------------------- |
| 1997      | ザ・プリテンダー 仮面の逃亡者 The Pretender                              | ショーン・ボイド                    | 1エピソード                       |
| 1997      | ドリュー・ケリー DE ショー! The Drew Carey Show                          | 少年                                | 1エピソード                       |
| 1998      | となりのサインフェルド Seinfeld                                          | ケニー                              | 1エピソード                       |
| 1999      | キャロライン in N.Y. Caroline in the City                                | ロドニー                            | 1エピソード                       |
| 1999-2002 | アマンダ・ショー Amanda Show                                             |                                     | メインキャスト                    |
| 2002      | ナイトメア・ルーム The Nightmare Room                                    | アレックス・サンダーズ              | 第10話 (日記親愛なる、私は死んだ) |
| 2002      | ラグラッツ Rugrats                                                       | ダスティ                            | 1エピソード 声の出演              |
| 2002      | ふたりはお年ごろ So Little Time                                          | 本人役                              | 1エピソード                       |
| 2004-2007 | ドレイク&ジョシュ Drake & Josh                                           | ドレイク・パーカー                  | メインキャスト                    |
| 2005      | ゾーイ101 Zoey 101                                                       | 本人役                              | 1エピソード                       |
| 2010      | iCarly                                                                   | ドレイク・パーカー                  | 1エピソード                       |
| 2012-2017 | アルティメット・スパイダーマン Ultimate Spider-Man                       | スパイダーマン / ピーター・パーカー | 声の出演                          |
| 2012      | アベンジャーズ 地球最強のヒーロー The Avengers: Earth's Mightiest Heroes | スパイダーマン / ピーター・パーカー | 1エピソード 声の出演              |
| 2013-2015 | アベンジャーズ・アッセンブル Avengers Assemble                           | スパイダーマン / ピーター・パーカー | 3エピソード 声の出演              |
| 2013-2015 | ハルク: スマッシュ・ヒーローズ Hulk and the Agents of S.M.A.S.H.         | スパイダーマン / ピーター・パーカー | 5エピソード 声の出演              |
| 2013      | フィニアスとファーブ Phineas and Ferb                                    | スパイダーマン                      | 1エピソード 声の出演              |
| 2014      | サム&キャット Sam & Cat                                                  | ドレイク・パーカー                  | 1エピソード                       |
| 2017      | ベン10 Ben 10                                                            | マイケル・モーニングスター          | 1エピソード 声の出演              |
| 2021      | ロボット・チキン Robot Chicken                                           | ドレイク・パーカー                  | 1エピソード 声の出演              |

### ゲームソフト
| 発売年 | 邦題 原題                                        | 役名               | 備考     |
| ------ | ------------------------------------------------ | ------------------ | -------- |
| 2013   | Marvel Heroes                                    | スパイダーマン     | 声の出演 |
| 2014   | ディズニー インフィニティ2.0 Disney Infinity 2.0 | スパイダーマン     | 声の出演 |
| 2015   | ディズニー インフィニティ3.0 Disney Infinity 3.0 | スパイダーマン     | 声の出演 |
| 2019   | キングダム ハーツIII Kingdom Hearts III          | ヤング・エラクゥス | 声の出演 |

## ディスコグラフィ

### スタジオ・アルバム
- Telegraph （2005年）
- It's Only Time （2006年）
- Ready Steady Go! （2014年）
- The Lost Album （2020年）
- Non-Stop Flight （2024年）

### サウンドトラック・アルバム
- ドレイク&ジョシュ Drake & Josh （2005年）

### EP
- A Reminder （2011年）
- Honest （2017年）
- Smoke It Up （2019年）